# Raión de Najímov
Raión de Najímov (en ucraniano: Нахімовський район, en ruso: Нахимовский район) es un raión o distrito urbano de la ciudad de Sebastopol, nombrado en honor al almirante Pável Najímov y limitando con la República Autónoma de Crimea de Ucrania. Su situación política es disputada. En la actualidad, Rusia administra y gobierna la ciudad bajo el estatus de ciudad federal, limitando con la República de Crimea. Por su parte, Ucrania, a la que controlada la ciudad hasta marzo de 2014, no reconoce la anexión a Rusia.
Comprende una superficie de 231 km².

## Demografía
Según estimación 2010, contaba con una población total de 110.000 habitantes.